# Tosca Musk
Tosca Musk (Pretoria, Sudáfrica; 20 de julio de 1974) es una cineasta canado-sudafricana nacionalizada estadounidense. Es productora, productora ejecutiva y directora de películas de cine, programas de televisión y contenido para la web. Fue pionera de las series web con Tiki Bar TV. Su película de televisión Holiday Engagement fue de las más vistas de la historia del canal de películas de Hallmark. Tosca es cofundadora y CEO del servicio de películas por streaming Passionflix.
Tosca es hija del ingeniero Errol Musk y de la dietista-nutricionista y modelo Maye Musk. Es hermana de los emprendedores Elon Musk y Kimbal Musk.

## Primeros años
La madre de Tosca, Maye nació junto a su hermana gemela Kaye el 19 de abril de 1948 en Regina, Saskatchewan, Canadá. Maye tiene cuatro hermanos: Scott, Lynne, Kaye y Angkor Lee.
En 1950 la familia de Maye se mudó a Pretoria, Sudáfrica. Su padre Joshua Norman Haldeman y su madre Winnifred Josephine "Wyn" (Fletcher) tenían una exitosa consulta quiropráctica que les permitía realizar viajes de aventura. En 1952 volaron 35 000 kilómetros alrededor del mundo en un avión que su padre trajo desmontado en piezas desde Canadá. Fue el primero en realizar un vuelo en avión privado desde Sudáfrica a Australia sin instrumentación electrónica.
Durante más de diez años la familia de Maye pasó tres semanas del invierno vagando por el desierto del Kalahari en busca de la legendaria Ciudad perdida de Kalahari. Sus padres realizaron diversas presentaciones y charlas sobre sus viajes. "Mis padres eran muy famosos, pero nunca fueron esnobs," afirmó Maye.
A los 15 años maye asistió a la escuela de modelos de un amigo de su madre y los fines de semana trabajó de modelo de pasarela y catálogos.
A los 20 años Maye se presentó al concurso de belleza 1969 Miss Sudáfrica y quedó finalista.
En 1970 Maye se casó con Errol Musk, un ingeniero sudafricano que conoció en la escuela secundaria. En tres años tuvieron tres hijos: Elon Musk,  Kimbal Musk y Tosca Musk. Maye obtuvo una maestría (máster) en dietética de la Universidad del Estado Libre de Orange en Sudáfrica.  Maye trabajó en casa como asesora nutricionista para clientes. En los fines de semana trabajaba como modelo.
En 1979 para escapar de los maltratos de su marido, Maye se divorció y se mudó a Durban. Errol reclamó en los tribunales los términos del divorcio.
Tras el divorcio Maye engordó 20 kilos y a los 32 años comenzó a trabajar como modelo de tallas grandes. Se puso a dieta y en un año perdió los 20 kilos para volver a su talla anterior.
En 1981 Elon decidió ir a vivir a Johannesburgo con su padre porque lo veía triste y solitario. Kimbal se unió a ellos cuatro años después. Errol era un ingeniero brillante que hizo mucho dinero en los negocios oscuros de la construcción y la minería de esmeraldas. Elon cree que es bueno en ingeniería porque lo heredó de su padre. Pero Errol era muy mala persona. Elon dijo:

‘He was such a terrible human being. You have no idea. My dad will have a carefully thought-out plan of evil. He will plan evil. You have no idea about how bad. Almost every crime you can possibly think of, he has done. Almost every evil thing you could possibly think of, he has done.‘
‘Era un ser humano malvado. No te haces idea. Mi padre preparaba cuidadosamente planes malvados. Planeaba el mal. No te haces idea de lo malo que era. Ha cometido casi todos los delitos que puedas imaginar. Ha cometido casi todas las maldades que puedas imaginar.’

Persiguiendo su interés en la tecnología y tras graduarse de secundaria Elon decidió mudarse a Canadá donde tenía parientes y su madre mantenía la nacionalidad canadiense.
Maye viajó a Canadá a buscar sitios donde vivir. A la vuelta a Sudáfrica encontró que Tosca, que entonces tenía 14 años, había vendido su coche y tenía a la venta la casa y los muebles.

‘There is no need to delay. We are getting out of here.‘
‘No hay necesidad de retrasarnos. Vamos a salir de aquí.’
Tosca Musk

En 1989 Maye, Kimbal y Tosca emigraron a Canadá.

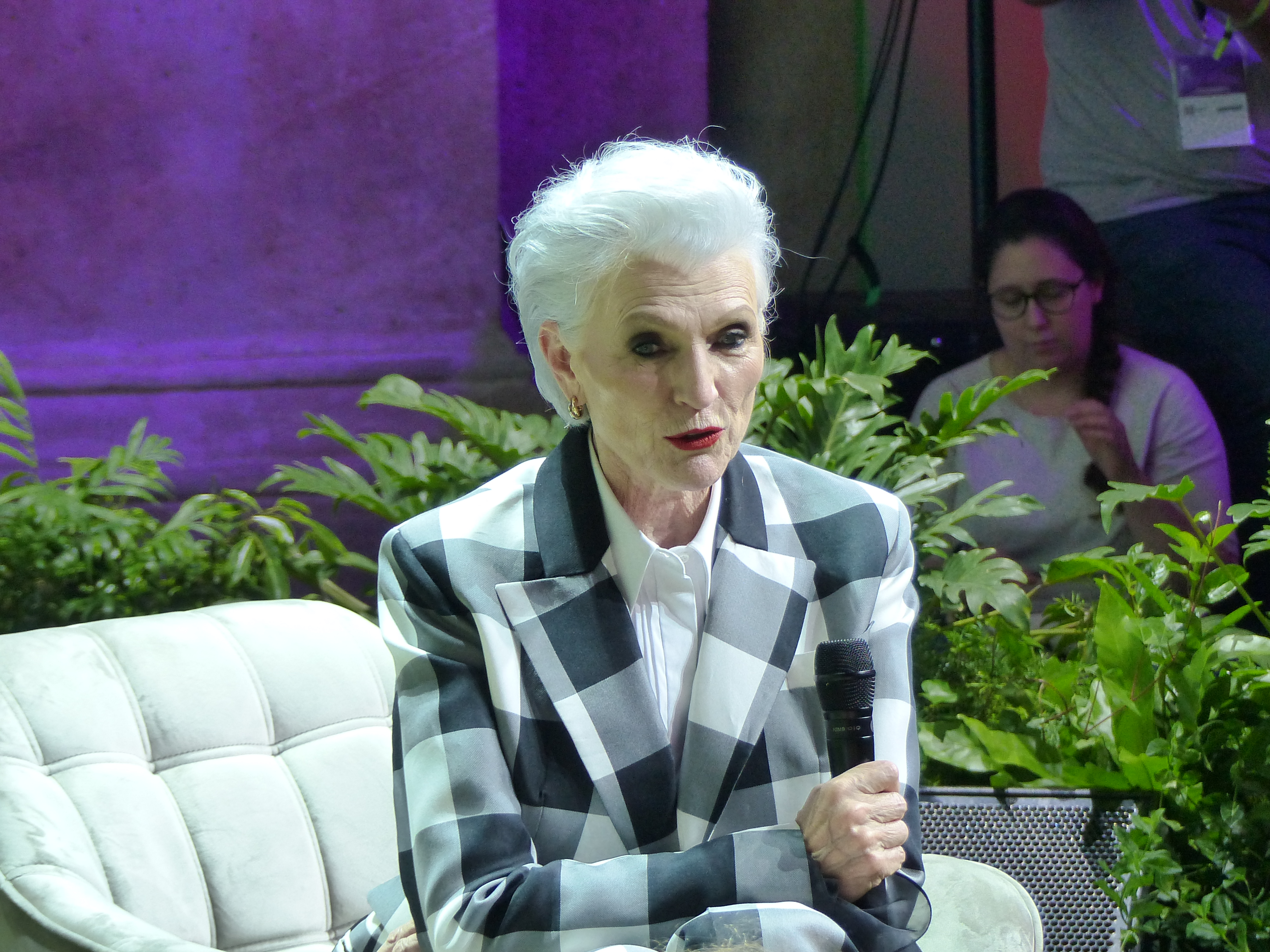
Maye Musk en 2019

Cuando Maye llegó a Canadá todos sus ahorros estaban bloqueados y su exmarido Errol no le mandó dinero para mantener a sus hijos.
Maye alquiló un pequeño apartamento en Toronto donde estuvo 3 semanas retirando grapas del suelo y papel pintado de las paredes. En el proceso se cortó la mano y puso en riesgo sus trabajos como modelo de manos.
Afortunadamente pudo continuar su carrera como modelo en Canadá. Con el primer dinero que ganó compró una alfombra gruesa para que pudieran dormir en el suelo del apartamento y un ordenador para Elon Musk.
Maye trabajó como investigadora en la Universidad de Toronto. Simultáneamente impartió clases de nutrición y modelaje dos noches por semana y además trabajaba como asesora nutricionista y estudiaba para su segundo máster dietético. Sus tres hijos tuvieron que conseguir becas, pedir préstamos y trabajar para estudiar en la universidad. Muchos meses no podían comer carne roja ni una vez a la semana.
En 1997 Tosca se graduó en la escuela de cine de la University of British Columbia (Bachelor of Arts B.A. Film/Cinema/Video Studies).

## Carrera
Tosca consiguió su primer trabajo como secretaria de producción para Grand Illusions: The Story of Magic, una serie de 50 capítulos para Discovery Channel. Fue una gran experiencia de aprendizaje y a los 10 meses comenzó a escribir el guion de la que sería su primera película.
En 1995 Elon y Kimbal crearon la empresa de software Zip2 que implementaba guías y mapas para empresas de comunicación y de comercio electrónico. Tosca se mudó de Toronto a San Francisco y  trabajó con ellos en Zip2.
En 1996 Maye reunió todos sus ahorros que sumaban 10 000 USD y se los entregó a sus hijos para sufragar los gastos de Zip2. Durante 1997 y 1998 Maye atendió a las reuniones semanales de Zip2. Para el 50 cumpleaños de Maye, sus hijos, como no tenían dinero, le regalaron una casita de madera de juguete y un coche de madera del tamaño de una caja de cerillas y le dijeron: Un día te los compraremos de verdad. Más adelante vendieron Zip2 a Compaq Computer por 307 millones de USD y sus hijos cumplieron su palabra.
Tras la venta de Zip2 Tosca Musk se mudó a Los Ángeles para trabajar en Alliance Atlantis, que producía programas de televisión como Degrassi, Trailer Park Boys y CSI: Crime Scene Investigation. Entre enero de 1999 y mayo de 2000 trabajó como Directora de Desarrollo para Magnolia Pictures, donde estaba asociada con la ganadora de un Globo de Oro Sela Ward, conocida por su papel protagonista en la serie dramática de la cadena ABC Once and Again. Su trabajo consistía en buscar películas para que Ward fuera la productora ejecutiva. Más adelante trabajó como productora para TV Guide, pero pronto abandonó para dirigir la película que había estado escribiendo desde su trabajo en Discovery Channel.
En 2001 produjo y dirigió su primera película Puzzled con su productora Musk Entertainment y Puzzled Productions LLC.

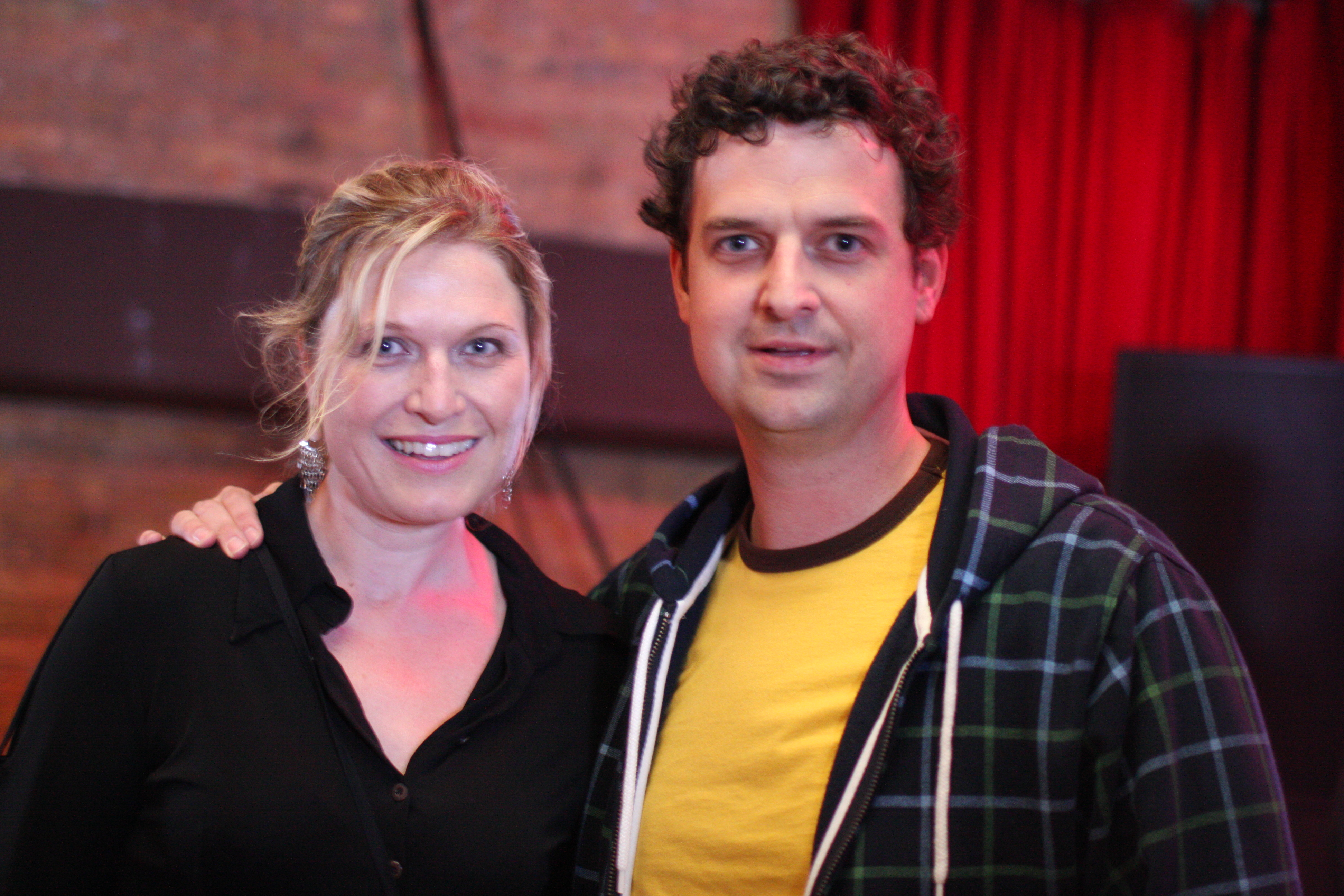
Tosca Musk y Jeff Macpherson de Tiki Bar TV

En 2004 coprodujo la película The Truth About Miranda, una comedia romántica sobre un joven videoartista. En 2005 lanzó la comedia de horror Simple Things, que años después se retituló Country Remedy. La película se rodó en Carolina del Norte, donde conoció al creador de TikiBar TV, Jeff McPherson. En aquel tiempo YouTube comenzaba a poner millones de videos en internet y los productores trataban de ver la forma de monetizar su trabajo. Tosca se asoció con Jeff McPherson y el 15 de marzo de 2005 crearon el primer escenario de TikiBar en un apartamento de Vancouver.
El concepto del programa era muy sencillo: cada episodio de cinco minutos estaba autocontenido, se situaba en el mágico Tiki bar, donde actuaban tres personajes, Doctor Tiki (Jeff McPherson), Johnny Johnny (Kevin Gamble) y Lala (lara Doucette). Habitualmente cada episodio comenzaba con una danza y un problema para el que la receta era un cóctel. Para rodar un episodio solían tardar unas 8 horas. Fueron de los primeros en ofrecer música original, sonido surround, efectos visuales y sonoros para una serie web. Con cada innovación los episodios se convertían en minipelículas. Para ganar dinero vendían camisetas, tazas y otros objetos en su página web y ocasionalmente patrocinios.
En la presentación de Macworld 2005 que lanzó el iPod con vídeo, Steve Jobs mostró a la audiencia Tiki Bar TV como un ejemplo de video podcast (un formato nuevo en aquel tiempo) que podía ser descargado al iPod usando la plataforma de Apple iTunes.
En 2005 el primer episodio de Tiki Bar TV se lanzó en la plataforma iTunes y fue el más descargado durante tres meses. En 2006 la serie se mostraba en todas las tiendas Apple del mundo.
Tiki Bar TV fue comentada en la revista Wired y en otros medios como la pionera de las series web.
Tosca actuó en los episodios Casino (2007) y  Gypsy (2009).
En 2009 Tiki Bar TV fue nominada para los Streamy Awards.
Con la llegada de la recesión en 2009 Jeff se mudó a Vancouver y el proyecto Tiki Bar TV terminó.
De 2010 a 2011 fue consultora de Polite in Public, Inc.
De 2010 a septiembre de 2012 fue productora y responsable de desarrollo de producto de Johnson Management Group.
De octubre de 2012 a diciembre de 2015 fue directora de producción de Protocol Entertainment, Inc.
Junto a Pina Panebianco fundó MPS Entertainment Group.
En agosto de 2013 fue miembro del Consejo de la Cystic Fibrosis Foundation.

### PassionFlix
En 2015 Joany Kane tuvo la idea de crear una productora de películas románticas que alimentara una plataforma de streaming. En febrero de 2016 contó su idea a Jina Panebianco y Tosca Musk. Durante un año y medio crearon un plan de negocio, consiguieron financiación, se comunicaron con autores, diseñaron y construyeron la plataforma y negociaron licencias de contenido con los grandes estudios. También rodaron contenido original basado en novelas románticas.
Tosca dirigió para la plataforma las películas Hollywood Dirt de Alessandra Torre, Afterburn/Aftershock de Sylvia Day, The Matchmaker's Playbook de Rachel van Dyken, Driven de K. Bromberg y The Protector de Jodi Ellen Malpas.
En 2017 Tosca Musk, la productora Jina Panebianco y la escritora Joany Kane fundaron la plataforma de streaming Passionflix que lleva las novelas románticas más vendidas a la pantalla. En Estados Unidos la novela romántica era el segundo género de libros de ficción más vendido. Tosca es la CEO de PassionFlix.
En 2017 fundaron Passionflix con una inversión de 4.75 millones de USD aportados por inversores como Dana Guerin, Patrick Cheung, Jason Calacanis, Bill Lee, Lyn y Norman Lear (que produjeron All in the Family y otros clásicos de la televisión) y Kimbal Musk.
Inicialmente el servicio de streaming estaba disponible en la web y en apps para Televisión inteligente por 5.99 USD al mes.
En su catálogo PassionFlix tiene películas ya existentes como Amelie, la versión de 2005 de Pride and Prejudice (Orgullo y prejuicio), Moonstruck, Thomas Crown Affair, Clueless, Last Holiday, Overboard, BabyBoom, Roman Holiday, Strictly Ballroom, Love Story, Like Water for Chocolate (Como agua para chocolate), Bride and Prejudice, Jane Eyre, Mansfield Park, Kate & Leopold, She’s All That, Sabrina y Wuthering Heights (Cumbres borrascosas).
PassionFlix también produce sus propias películas que suelen costar un millón de USD porque no contratan estrellas para interpretarlas. Lanzan una nueva película o serie cada dos meses.
El contenido está organizado en categorías como Pañuelos y helado para los que necesitan una buena llorera, o ‘Hutzpah And Hoohah’ para algo con más acción. Además un termómetro de picardía, ‘Barometer Of Naughtiness‘ (BON), indica la intensidad sexual en una escala de uno a cinco.
El objetivo de Passionflix se centra en las relaciones positivas entre hombres y mujeres, grupos LGBTQ, incluyendo subgéneros románticos de cualquier raza y edad. El punto de vista es fundamentalmente femenino.

‘I think woman have a unique way of looking at the world. And I think that we have an opportunity here to focus on the female gaze as filmmakers. Most movies and series are made with the male gaze in mind (intentional or not). These stories and this platform seek to undo or change that. We want you to look at love from our perspective: Connection, sensuality, and communication to start.‘
‘Creo que la mujer tiene una forma única de mirar al mundo. Y creo que aquí tenemos una oportunidad de centrarnos en la mirada femenina como cineastas. La mayoría de las películas y series está hecha con la mirada mental masculina (intencionada o no). Estas historias y esta plataforma buscan deshacer o cambiar eso. Queremos que veas el amor desde nuestra perspectiva: conexión, sensualidad y comunicación para comenzar.’
Tosca Musk

## Vida personal
Tosca se casó y tiene dos hijos mellizos: Isabeau y Grayson. Reside en Los Ángeles, California, Estados Unidos.
El 22 de junio de 2020 consiguió la ciudadanía estadounidense.

## Productora
- 2020 The Will (productora ejecutiva)
- 2019 The Naughty List (TV Special) (productora ejecutiva)
- 2019 A Brother's Honor (película de televisión) (productora ejecutiva)
- 2019 The Protector (productora ejecutiva)
- 2018 Wrapped Up In You (Short) (productora ejecutiva)
- 2018 Mr. 365 (película de televisión) (productora ejecutiva)
- 2018 Driven (TV Series) (productora ejecutiva)
- 2018 The Matchmaker's Playbook (productora ejecutiva)
- 2017 La fuente de los deseos (productora ejecutiva)
- 2017 Afterburn/Aftershock (productora ejecutiva)
- 2017 Hollywood Dirt (productora ejecutiva)
- 2016 Cenicienta se enamora (película de televisión) (productora)
- 2016 La lista de Jessica Darling (productora)
- 2016 Havenhurst (productora)
- 2015 Un hechizo de amor (productora)
- 2015 Mac Dre: Legend of the Bay (Documentary) (productora ejecutiva)
- 2014 The Acting Teacher (Short) (coproductora)
- 2013 El secreto de Clara (película de televisión) (productora ejecutiva)
- 2013 Desaparecida (productora)
- 2012 Inocencia perversa (película de televisión) (productora)
- 2012 Allanamiento de morada (película de televisión) (productora asociada)
- 2012 Walking the Halls (coproductora)
- 2011 Compromiso en vacaciones (película de televisión) (productora)
- 2011 Rescate millonario (película de televisión) (productora)
- 2011 Asesinato en la frontera (película de televisión) (productora)
- 2011 Tres semanas, tres niños (película de televisión) (productora)
- 2011 La donante (productora)
- 2010 Encerrada (productora ejecutiva)
- 2009 The Heavy (productora asociada)
- 2008 Evilution (directora de producción)
- 2007 9 Lives of Mara (directora de producción)
- 2007 El remedio de la naturaleza (productora)
- 2005 Freezerburn (productora)
- 2005 Cruel World (directora de producción)
- 2005 Tiki Bar (TV Series) (productora)
- 2004 The Truth About Miranda (coproductora)
- 2001 Puzzled (productora)
- 1999 TV Guide Television (TV Series documentary) (productora)[27]

### Directora
- 2020 Gabriel's Rapture (rodaje)
- 2020 Gabriel's Inferno (posproducción)
- 2019 Dirty Sexy Saint
- 2019 The Protector
- 2018 Wrapped Up In You (Cortometraje)
- 2018 Driven (TV Series) (6 episodios)
- 2018 The Matchmaker's Playbook
- 2017 Afterburn/Aftershock
- 2017 Hollywood Dirt
- 2016 Cenicienta se enamora (película de televisión)
- 2015 Un hechizo de amor
- 2001 Puzzled[27]

### Guionista
- 2019 Dirty Sexy Saint
- 2019 A Brother's Honor (película de televisión) (guion)
- 2001 Puzzled[27]

### Actriz
- 2009 Tiki Bar (Gypsy)[22]
- 2007 Tiki Bar (Casino)[21]
- 2003 Henry X[27]